# Zomba Label Group
Zomba Group of Companies (spesso citata anche come Zomba Music Group o semplicemente Zomba Group) è un'etichetta discografica di proprietà della Sony Music Entertainment. Dal 2009 la divisione è stata ribattezzata Jive Label Group ed è entrata a far parte della RCA/Jive Label Group.
Fondata a metà anni settanta da Clive Calder e Ralph Simon, l'etichetta si è occupata di quasi tutti gli aspetti dell'industria discografica, dalla distribuzione alla produzione, dalla produzione degli artisti sino alla registrazione. L'etichetta è principalmente conosciuta per il ruolo che ha avuto nello sviluppo di alcune delle più popolari forma di musica come il rap e l'hip hop negli anni ottanta, e il teen pop ed il fenomeno delle boy band negli anni novanta, attraverso  la Jive. La Zomba ha prodotto anche molto materiale nel campo della musica cristiana e gospel. Calder e Simon sono stati amministratori delegati della Zomba sino al 1990, anno in cui Calder ha rilevato la parte di Simon ed ha gestito l'azienda sino al 2002. Nel 2002 la BMG ha rilevato la Zomba e l'ha ristrutturata con il nome Zomba Label Group. Fanno parte dell'attuale gruppo Zomba diverse etichette discografiche come la Jive, la Silvertone Records, la Volcano e la LaFace.